# Jim Bogios
Jim Bogios (* 10. August 1976 in Santa Clara) ist ein US-amerikanischer Schlagzeuger.

## Leben
Jim Bogios wuchs in der San Francisco Bay Area auf, wo er auch heute noch lebt. Sein Vater Chris Bogios war Trompeter beim San Francisco Symphony. Bereits mit 12 Jahren spielte er in seinen ersten Bands. In der High School spielte er außerdem im San Francisco Symphony Youth Orchestra und nahm Unterricht bei Jack Van Geem von San Francisco Symphony.
Nach dem College kehrte er in die Bay Area zurück und spielte erneut in diversen Bands, unter anderem in Papa’s Culture zusammen mit David Immergluck. 1996 wurde er Schlagzeuger von Sheryl Crow, mit der er acht Jahre zusammen tourte und auf deren Alben er spielte. Er spielte außerdem Schlagzeug für die Dixie Chicks bei der Tour zum Album Fly und für Ben Folds 2001. Daneben spielte er auf Alben von Eagle-Eye Cherry, Ben Folds, Mark Eitzel und Chuck Prophet.
2003 fragte Immergluck an, ob er nicht die Counting Crows unterstützen wollte. Die erste Zusammenarbeit wurde das Best-of Films About Ghosts. Bei der Oscarverleihung 2005 war er zusammen mit den anderen Counting-Crows-Musikern mit dem Lied Accidentally in Love für den Oscar in der Kategorie Bester Song nominiert.

## Diskografie

### Mit Counting Crows
- 2003: Films About Ghosts: The Best Of...
- 2008: Saturday Nights & Sunday Mornings
- 2012: Underwater Sunshine (Or What We Did On Our Summer Vacation)
- 2014: Somewhere Under Wonderland

### Mit Papa's Culture
- 1993: Papa's Culture, But...
- 1994: Live! Fillmore West 1994

### Mit Sheryl Crow
- 1996: Everyday Is a Winding Road
- 1997: Sheryl Crow
- 1998: The Globe Sessions
- 1999:  Live from Central Park
- 2002: C'mon, C'mon
- 2020: Tokyo 1999 Final Night

### Weitere Arbeiten
- 1998: Sunkist – Sunkist
- 2000: Dean Del Ray – Lone Mountain Serenade
- 2000: Rosie O’Donnell – Another Rosie Christmas
- 2001: Mark Eitzel – The Invisible Man
- 2002: Chuck Prophet – No Other Love
- 2003: Ben Folds – Speed Graphic
- 2003: Eagle-Eye Cherry – Sub Rosa
- 2004: Chuck Prophet – Age of Miracles
- 2005: Aidan Hawken – Pillows & Records
- 2006: Amy Grant – Time Again… Live
- 2007: Chuck Prophet – Soap and Water
- 2010: Joel Streeter – Matador
- 2011: Tender Mercies – Tender Mercies
- 2015: Marco Ligabue – Luci (Le Uniche Cose Importanti)
- 2020: Chuck Prophet – The Land That Time Forgot
- 2021: Green on Red – Live in the Cavern of Darkness
- 2021: Matt Jaffe – Kintsugi